# Nemuritorul (film)
Nemuritorul (titlu original în engleză: Highlander) este un film fantastic de acțiune britanico-american din 1986, regizat de Russell Mulcahy, după un scenariu de Gregory Widen. În rolurile principale joacă Christopher Lambert, Sean Connery, Clancy Brown și Roxanne Hart.
Ulterior, pe baza filmului, a fost realizat și un serial TV.

## Distribuție
| Actor               | Rol                              |
| ------------------- | -------------------------------- |
| Christopher Lambert | Connor MacLeod / Russell Nash    |
| Sean Connery        | Juan Sánchez Villa-Lobos Ramírez |
| Clancy Brown        | The Kurgan / Victor Kruger       |
| Roxanne Hart        | Brenda Wyatt                     |
| Beatie Edney        | Heather MacDonald                |
| Alan North          | Lieutenant Frank Moran           |
| Jon Polito          | Detective Walter Bedsoe          |
| Sheila Gish         | Rachel Ellenstein                |
| Hugh Quarshie       | Sunda Kastagir                   |
| Christopher Malcolm | Kirk Matunas                     |
| Peter Diamond       | Iman Fasil                       |
| Billy Hartman       | Dougal MacLeod                   |
| James Cosmo         | Angus MacLeod                    |
| Corinne Russell     | Candy                            |
| Celia Imrie         | Kate MacLeod                     |